# Skottjärnen (Torrskogs socken, Dalsland)
Skottjärnen är en sjö i Bengtsfors kommun i Dalsland och ingår i Göta älvs huvudavrinningsområde.